# Белль, Йоханнес

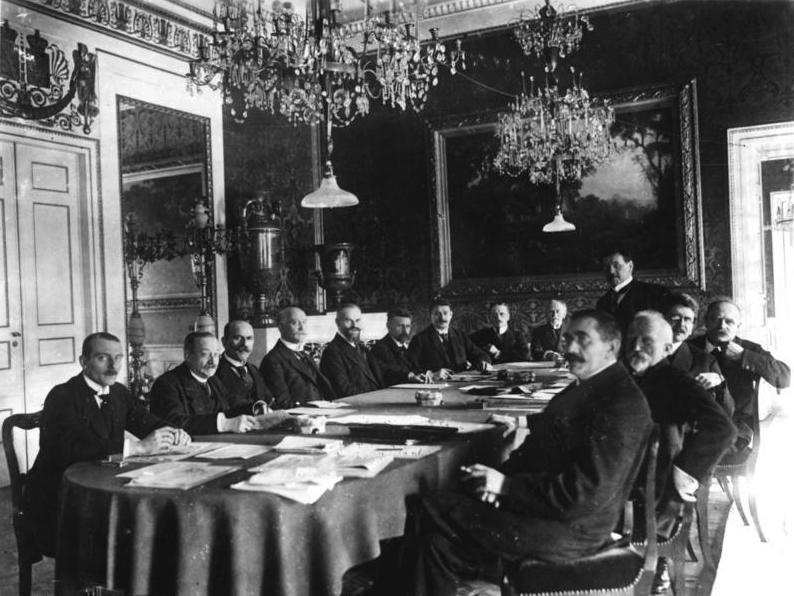
Первое заседание кабинета Шейдемана 13 февраля 1919 года в Веймаре. Слева направо: Ульрих Раушер, Роберт Шмидт, Ойген Шиффер, Филипп Шейдеман, Отто Ландсберг, Рудольф Виссель, Густав Бауэр, Ульрих фон Брокдорф-Ранцау, Эдуард Давид, Гуго Прейсс (стоит), Йоханнес Гисбертс, Йоханнес Белль, Георг Готгейн, Густав Носке

Йоханнес Белль (нем. Johannes Bell; 23 сентября 1868, Эссен, Рейнская провинция — 21 октября 1949, Вюргассен, Северный Рейн-Вестфалия) — немецкий юрист и политик, член партии Центра, государственный деятель.

## Биография
Родился 23 сентября 1868 года в Эссене, в то время Рейнской провинции Пруссии, в семье землемера Йозефа Белля (нем. Josef Bell) и его жены Жозефины (урождённой Штейер) (нем. Josefine Steuer). В 1896 женился на Труди Нюнинг (нем. Trude Nünning).
Изучал право в Тюбингене, Лейпциге и Бонне, в 1890 году получил степень доктора права.
Начал заниматься юридической практикой в Эссене в 1894 году, в 1900 году стал нотариусом. С 1908 года — член Ландтага Пруссии. С 1911/12 по 1933 год (то есть как в Германской империи, так и в Веймарской республике) он был членом рейхстага Германской империи и Веймарской республики от Партии католического Центра (с 1920 по 1926 год также вице-президентом рейхстага). Он также был членом Веймарского учредительного собрания и его прусского аналога Прусского национального собрания.
Белл был членом первых демократически избранных правительств Германии, Кабинета Шейдемана, Кабинета Бауэра и Кабинета Мюллера.
В феврале 1919 года Белл стал Рейхсколониальным министром (Министром по делам колоний) и занимал этот пост до тех пор, пока министерство не было распущено в ноябре 1919 года. Вместе с Германом Мюллером (СДПГ) Белль подписал Версальский договор со стороны Германии 28 июня 1919 года.
После июня 1919 года он также был Рейхсверкерминистром (Министром транспорта). В этом качестве Белл сыграл важную роль в создании Германской имперской железной дороги (Deutsche Reichsbahn) путём национализации железных дорог в государствах, входивших в состав Германской империи. Он оставался на своём посту ровно столько, чтобы Национальное Собрание одобрило объединение железных дорог, а затем подал в отставку в мае 1920 года.
Белль также был ключевой фигурой в парламентской группе Партии Центра и автором множества публикаций, что сделало его известным политическим деятелем.
С июля 1926 по февраль 1927 года он занял пост Министра юстиции и министра по делам оккупированных территорий в кабинете Вильгельма Маркса. После 1930 года он был председателем комитета Рейхстага по нарушениям международного права.
После того как нацисты захватили власть в 1933 году, Белл ушёл из политики. Он скончался 21 октября 1949 года в Беверунгене.